# Stravaganza: la città delle maschere
Stravaganza: la città delle maschere (City of Masks) è il primo libro della serie Stravaganza, scritto da Mary Hoffman e pubblicata nel 2002.
il libro è stato tradotto in giapponese, polacco, finlandese, thailandese, catalano, faroese, sloveno, francese, svedese, olandese, spagnolo, oltre che in italiano.

## Trama
La storia inizia con Lucien Mulholland, un adolescente ricoverato con chemioterapia. Suo padre gli regala un taccuino rosso poiché il ragazzo non può più parlare per la malattia e l'unico modo con cui può comunicare è scrivendo. 
Lucien si addormenta con in mano il taccuino e si risveglia nell'incantevole Bellezza, una città rinascimentale molto simile a Venezia e che si trova nel regno di Talia (Italia). Bellezza è governata dalla bellissima e sempre giovane Duchessa.    
Qui incontra l'avventurosa Arianna Gasparini, una ragazza della sua età che diventa la sua guida nella città e che desidera diventare gondoliera.
Arianna non abita a Bellezza, ma in un'isola vicina e perciò non è cittadina di Bellezza. Si è inoltrata nella città in un giorno di festa, durante il quale è vietato l'accesso ai non cittadini, nella speranza di essere scelta dalla Duchessa come gondoliera.
Sfortunatamente per Arianna, Lucien (che in Talia viene chiamato da tutti Luciano) viene scelto per quel prestigioso incarico e conosce la Duchessa e Rodolfo Rossi, un potente maestro dalle arcane conoscenze. Rodolfo capisce subito che Lucien è uno straniero e rivela al ragazzo che i due sono degli Stravaganti, viaggiatori di un ordine segreto che si possono spostare tra il mondo di Lucien e quello di Rodolfo usando un talismano (un oggetto) proveniente dall'altro mondo. 
Lucien decide di continuare la sua attività di Stravagante e scopre con sorpresa che quando si trova a Talia la sua malattia scompare e che il tempo scorre più lentamente nel mondo parallelo al suo (per questo motivo Talia è situata nel Rinascimento e non al giorno d'oggi). 
Inoltre mentre si trova a Talia Lucien non possiede un'ombra, mentre il suo corpo si trova in Inghilterra ed è incosciente, dunque chiunque lo veda pensa che Lucien stia dormendo. Purtroppo Lucien viene rapito da nemici della Duchessa, gli viene sottratto il suo taccuino ed è costretto a rimanere a Bellezza, così i suoi genitori si convincono del fatto che il giovane sia in coma ed infine decidono di ricorrere all'eutanasia. Lucien muore in Inghilterra, ma comprende di essere ancora vivo a Talia (con sua grande sorpresa appare la sua ombra), di essere nuovamente sano e di essere diventato un abitante del regno parallelo.
Rodolfo gli rivela che potrà tornare a Londra, ma che avrà bisogno di un talismano proveniente dal nostro mondo e che i suoi viaggi dovranno essere brevi.

## Edizioni in italiano
- Mary Hoffman, Stravaganza: la città delle maschere, traduzione di Angela Ragusa, Milano: Mondadori, 2003